# Sự cố biên giới Syria–Jordan trong cuộc nội chiến Syria
Sự cố biên giới Syria–Jordan trong cuộc nội chiến Syria đề cập đến các sự cố bạo lực trên biên giới khô cằn 379 km (235 dặm) Syria–Jordan trong quá trình diễn ra Nội chiến Syria.
Công ty quốc phòng Raytheon đã cung cấp cho Lực lượng Vũ trang Jordan một hệ thống an ninh công nghệ cao (không phải là một bức tường) trải dài qua biên giới rộng giữa hai nước. Hệ thống an ninh đã cho phép các đơn vị tuần tra biên giới Jordan khám phá và đối phó với một số vụ xâm nhập biên giới. Hệ thống phát hiện sự di chuyển của dân quân trước khi đến lãnh thổ Jordan và quân đội đưa ra cảnh báo cho những kẻ xâm nhập và khi các cảnh báo bị bỏ qua, chúng bị tiêu diệt, theo các quy tắc đã được thiết lập.
Jordan nói rằng các nỗ lực buôn lậu ma túy đã tăng gấp 3 lần kể từ khi bắt đầu cuộc nội chiến ở Syria. Tất cả các nỗ lực xâm nhập đã bị phá vỡ.

## Tổng quan
Tổng quan vào ngày 17 tháng 3 năm 2017.
|                   | 2015 | 2016 | 2017 | Total |
| ----------------- | ---- | ---- | ---- | ----- |
| Số lần xâm nhập   | 85   | 79   | 24   | 188   |
| Số người tham gia | 132  | 151  | 65   | 348   |

## Mốc thời gian

### 2012
Vào tháng 10 năm 2012, phiến quân Hồi giáo đã cố gắng xâm nhập Jordan từ Syria trong cuộc nội chiến ở Syria. Một chiến binh bị thương nặng và 4 người thiệt mạng, cuộc đụng độ dẫn đến cái chết của một binh sĩ Jordan, nhân viên quân sự Jordan đầu tiên bị giết trong cuộc nội chiến ở Syria. 13 thành viên IS có liên quan đã bị bắt trong khi phần còn lại rút về lãnh thổ Syria.

### 2014
Vào ngày 16 tháng 4 năm 2014, Không quân Jordan đã ném bom một đoàn xe ở biên giới Syria–Jordan. Được biết, cuộc không kích diễn ra khi đoàn xe cố gắng xâm nhập biên giới Jordan từ Syria.
Mặc dù sự liên quan của Syria đã được đề xuất, một quan chức quân đội Syria cho biết các phương tiện này không thuộc về quân đội Syria. Một nguồn tin an ninh Jordan cho biết các mục tiêu dường như là phiến quân Syria với súng máy gắn trên các phương tiện dân sự đang tìm nơi ẩn náu để chiến đấu với lực lượng chính phủ ở miền nam Syria.